# Mayo (Yukon)
Mayo è un villaggio del Canada, situato nello Yukon.